# Sericulus
Sericulus là một chi chim trong họ Ptilonorhynchidae.